# Мујо Улћинаку
Мујо Улћинаку (алб. Mujo Ulqinaku, право име Мујо Чакули, алб. Mujo Cakuli; 1896 — 1939) је био албански официр у албанској краљевској војсци, који је познат по организовању отпора против Италијана за време Италијанске инвазије на Албанију 7. априла 1939. године. Након смрти добио је орден Народног хероја Албаније.

## Биографија
Улћинаку је рођен у Улцињу (због тога су га звали и "Улћинаку" - Улцињанин) у данашњој Црној Гори 1896. године у породици рибара и морнара. Још као младић био је у Скадру и у Љешу у трговачкој флоти. После се пријавио у албанску ратну морнарицу где је напредовао до чина морнаричког водника. Своју војну службу је поглавито провео у морнаричкој бази у Драчу. Улћинаку је био један од ретких официра албанске краљевске војске који су пружили отпор италијанској војсци која је напала Албанију 7. априла 1939. године. У Драчу је окупио 360 људи и сам је био наоружан само митраљезом и поставио се у центар одбрамбене линије. Погинуо је у Драчу када га је погодила граната испаљена са италијанског ратног брода. Његово тело није никада нађено.

## Наслеђе
Након рата у част Мује Улћинакуа је подигнут споменик испред Драчке тврђаве. Његово име носи једна школа у Драчу, једна улица у Тирани, од 2005. године неуставном одлуком Скупштине општине и једна улица у Улцињу, уместо улице Ивана Милутиновића, као и једна улица у Приштини. . Године 1979. снимљен је документарни филм Lufton Mujo Ulqinaku (срп. Борба Мује Улћинакуа) која говори о његовој одбрани Драча.